# Spy game
Spy game és pel·lícula estatunidenca dirigida per Tony Scott, estrenada l'any 2001. Ha estat doblada al català. Tony Scott dedica el seu film a Elizabeth Jean Scott, la seva mare. El seu germà, Ridley Scott, li dedica per la seva banda Black Hawk abatut, estrenada el mateix any.

## Argument
1991. La guerra freda ha acabat i el president dels Estats Units s'afanya a fer un important viatge comercial a la Xina. Mentrestant, l'agent de la CIA Tom Bishop és detingut després d'haver intentat fer evadir un presoner d'un establiment penitenciari no lluny de Suzhou.
La CIA té 24 hores per fer alliberar Bishop; si no, serà executat. Amb la finalitat de prendre una decisió, alguns dirigents de l'Agència busquen establir el seu perfil i demanen els dossiers creats per Nathan Muir, oficial superior a punt de jubilar-se i mentor de Tom. Muir llavors fa destruir aquests dossiers, amb la finalitat de forçar els quadres de la CIA a integrar-lo en el seu grup de treball mentre que els conta la seva trobada amb Bishop, llavors tirador d'elit dels marines, durant la guerra del Vietnam, a continuació el seu reclutament i la seva formació a Berlín als anys 1970 i finalment una operació a Beirut als anys 1980.

## Repartiment
- Robert Redford: Nathan D. Muir
- Brad Pitt: Tom Bishop
- Catherine McCormack: Elizabeth Hadley
- Stephen Dillane: Charles Harker
- Larry Bryggman: Troy Folger
- Marianne Jean-Baptiste: Gladys Jennip
- Ken Leung: Li
- David Hemmings: Harry Duncan
- Michael Paul Chan: Vincent Vy Ngo
- Garrick Hagon: Cy Wilson, el director de la CIA
- Andrew Grainger: Andrew Unger
- Shane Rimmer: L'agent de l'estat
- Ho Yi: El guàrdia de la presó
- Benedict Wong: Tran
- Adrian Pang: Jiang
- Omid Djalili: Doumet
- Dale Dye: Comandant Wiley
- Charlotte Rampling: Anne Cathcart
- James Aubrey: Mitch Alford
- Colin Stinton: Henry Pollard
- Andrea Osvárt: un cosí de Muir a Berlin

## Producció

### Gènesi del projecte
L'holandès Mike van Diem en un primer moment havia de dirigir el film. Però els productors han preferit un cineasta més conegut i cèlebre: el britànic Tony Scott

### Repartiment dels papers
Tony Scott ja havia dirigit Brad Pitt una vegada abans de fer aquest film, a Amor a boca de canó, on tenia un petit paper. Pel que fa a Robert Redford, hi havia acompanyat l'actor al seu film El riu de la vida l'any 1992.

### Rodatge
La seqüència d'obertura a la presó xinesa es va rodar al castell d'Oxford, que es feia servir com a presó fins al 1996.
Les escenes que tenen lloc als despatxos de la CIA han estat realitzades als estudis de Shepperton, només els plans exteriors de Washington DC han estat rodats als Estats Units.
Les preses al Vietnam han estat rodades al Marroc als voltants d'Ouarzazate.
Ja que Berlín ha canviat molt entre 1976 (data de l'acció del film) i el període del rodatge, els plans que tenen lloc han estat rodats a Budapest i a Praga
La seqüència de Beirut originalment s'havia de rodar a Tel-Aviv i Haifa. Però només la seqüència de l'atemptat-suïcida ha estat rodada a Haïfa, la Segona intifada va obligar l'equip a deslocalitzar el rodatge que finalment s'ha desenvolupat al Marroc a Casablanca.

## Premis i nominacions
- Motion Picture Sound Editors 2002: nominacions per al Best Sound Editing - Effects & Foley, Domestic Feature Film Dialogue & ADR, Domestic Feature Film i Best Sound Editing - Effects & Foley, Domestic Feature Film.
- Premis Satellite 2002: nominació a la millor música de film (Best Original Score).[5]

## Rebuda
- "Un hàbil artefacte fet amb talls ràpids i la classe de glamur agrest que pots trobar en els anuncis de moda (...) Puntuació: ★★½ (sobre 4)"[6]
- "Si no pots trobar una còpia de 'Condor', pots aprendre tot el que probablement necessites saber sobre espionatge compaginant 'Spy Game' amb 'Spy Kids' (...) Puntuació: ★★★ (sobre 4)"[7]